# Wingham (Kent)
Pour les articles homonymes, voir Wingham.
Wingham est un village et une paroisse civile du Kent, en Angleterre. Il est situé sur l'ancienne route entre Londres et Richborough (l'actuelle A257), à quelques kilomètres à l'est de la ville de Canterbury. Administrativement, il relève du district de Douvres. Au moment du recensement de 2011, il comptait 1 775 habitants.

## Jumelages
- Vert-le-Grand (France)